# 富岡 (青梅市)
富岡（とみおか）とは、東京都青梅市にある地名。現行行政地名は富岡一丁目から富岡三丁目。郵便番号は198-0002。

## 概要
市域北東部の位置し、埼玉県飯能市とも接する。東京都交通局として唯一、埼玉県を跨ぐバス路線は当地を経由して行く。岩井堂折り返し場で折り返す系統もある。西端には岩蔵温泉などの観光地もある。

## 地理
南側に霞丘陵が位置する。

## 歴史
「小曽木村の歴史」を参照。

### 村域の変遷
- 1889年（明治22年）4月1日 - 町村制施行により、南小曽木村、富岡村、黒沢村が合併し神奈川県西多摩郡小曽木村が成立する。富岡村は大字富岡となる。
- 1893年（明治26年）4月1日 - 西多摩郡が南多摩郡、北多摩郡とともに東京府へ編入する。
- 1943年（昭和18年）7月1日 - 東京都制施行。
- 1955年（昭和30年）4月1日 - 吉野村、三田村、成木村とともに青梅市へ編入され、消滅。大字富岡は小曾木地区に属する。
- 1968年（昭和43年）8月 - 小曾木地区に新町区域指定、町名変更実施。大字富岡は富岡一丁目から富岡三丁目に変更[6]。

## 世帯数と人口
2021年（令和3年）3月1日現在の世帯数と人口は以下の通りである。
| 町丁       | 世帯数  | 人口  |
| ---------- | ------- | ----- |
| 富岡一丁目 | 301世帯 | 473人 |
| 富岡二丁目 | 85世帯  | 172人 |
| 富岡三丁目 | 195世帯 | 292人 |
| 計         | 581世帯 | 937人 |

## 小・中学校の学区
市立小・中学校に通う場合、学区は以下の通りとなる。
| 町丁       | 番地 | 小学校             | 中学校             |
| ---------- | ---- | ------------------ | ------------------ |
| 富岡一丁目 | 全域 | 青梅市立第七小学校 | 青梅市立第六中学校 |
| 富岡二丁目 | 全域 | 青梅市立第七小学校 | 青梅市立第六中学校 |
| 富岡三丁目 | 全域 | 青梅市立第七小学校 | 青梅市立第六中学校 |

## 消防
- 青梅市消防団分団[8]
  - 第六分団 - 小曾木地区

## 施設など
- 岩蔵温泉
- 東京青梅病院
- 富岡1丁目児童遊園
- 富岡二丁目児童公園
- 富岡3丁目運動広場
- 愛宕神社
- 金比羅神社
- 稲荷神社
- 常秀院
- 常福寺

## 交通

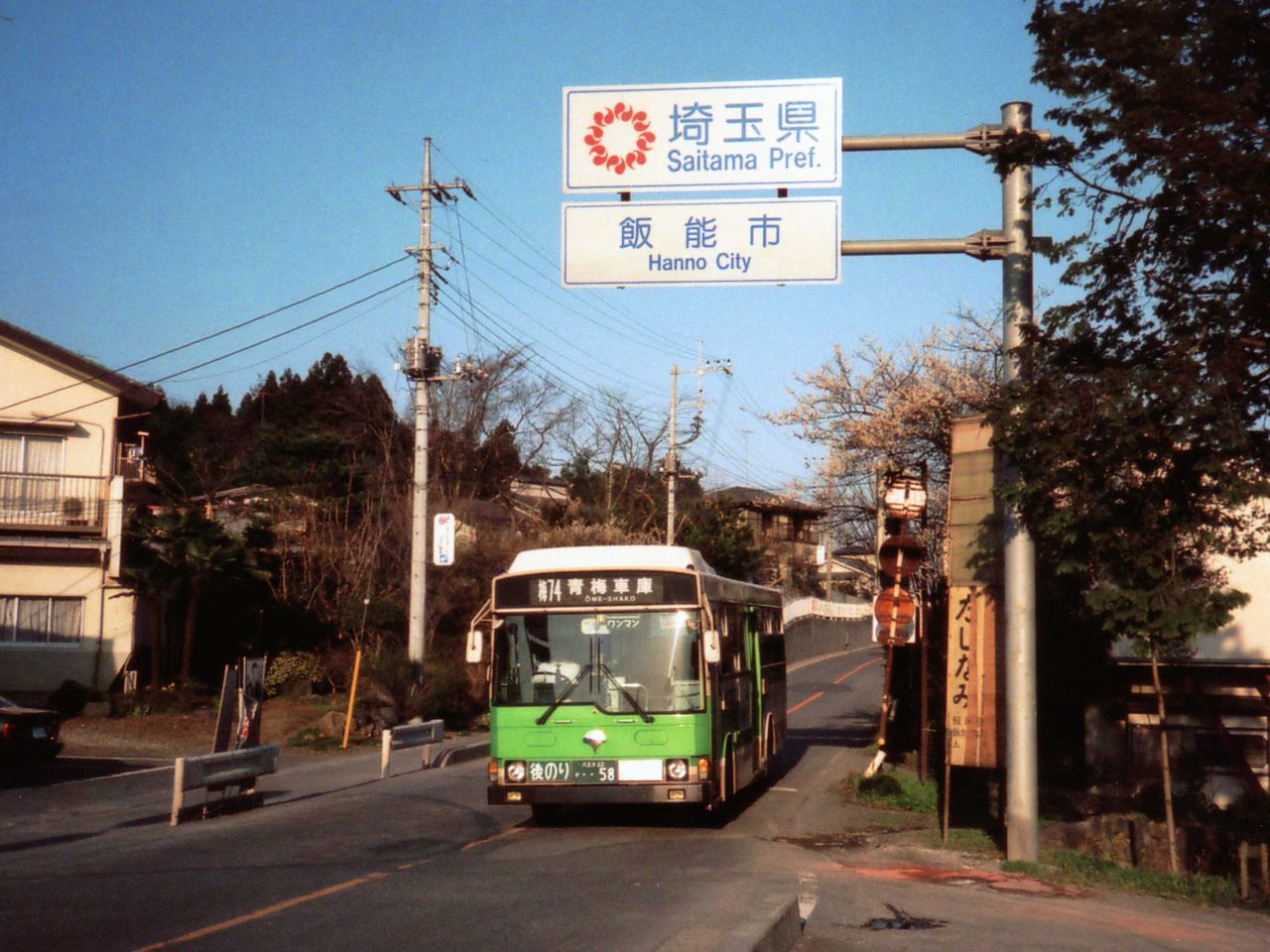
富岡にある都県境を走る都営バス

都営バスと西武バスのバス路線があり、JR青梅線・青梅駅、西武池袋線・飯能駅へのアクセスも容易である。

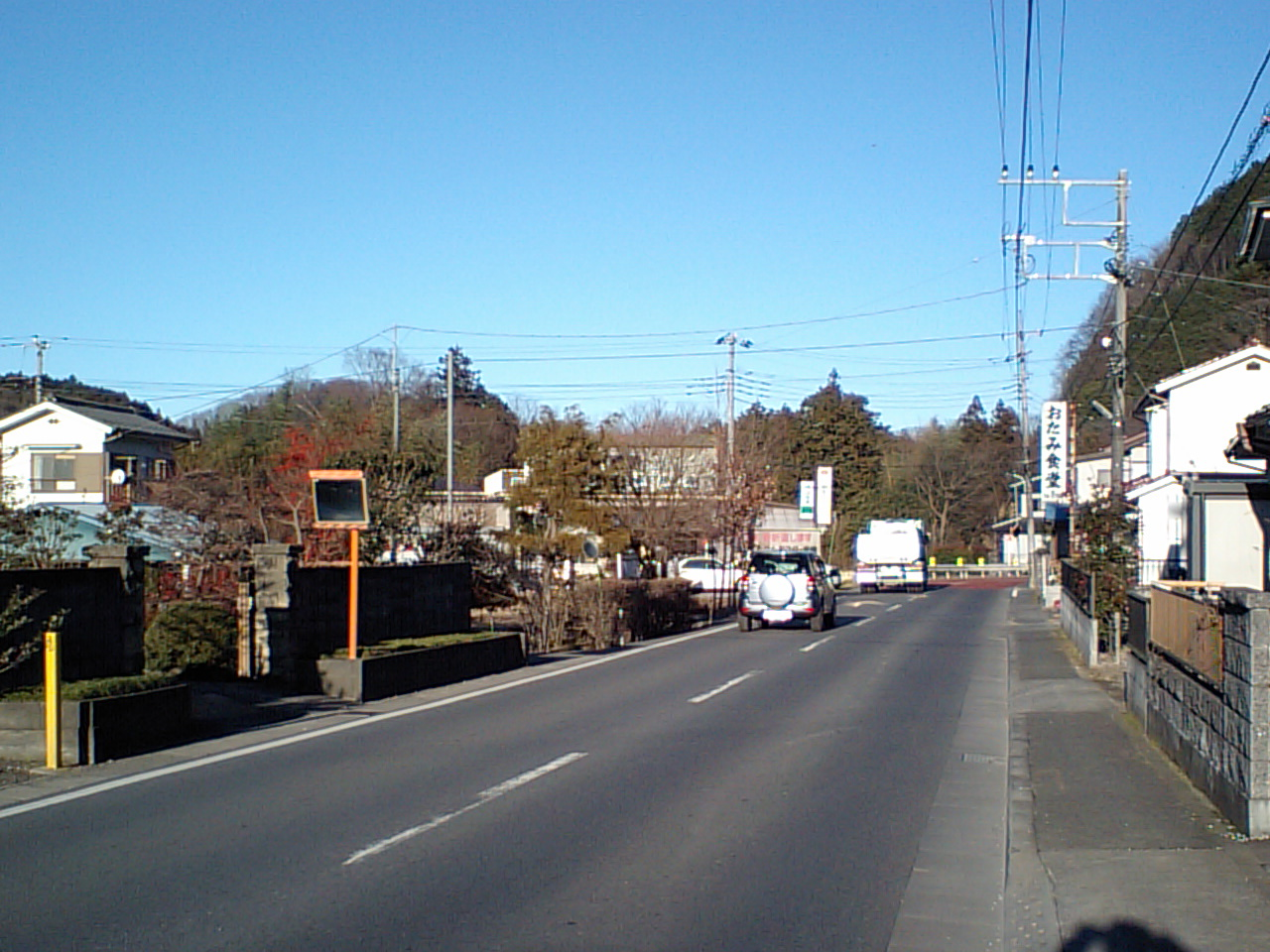
都道195号線

- 東京都道28号青梅飯能線
- 東京都道44号瑞穂富岡線（岩蔵街道）
- 東京都道195号富岡入間線